# Amolops panhai
Amolops panhai är en groddjursart som beskrevs av Matsui och Nabhitabhata 2006. Amolops panhai ingår i släktet Amolops och familjen egentliga grodor. IUCN kategoriserar arten globalt som livskraftig. Inga underarter finns listade i Catalogue of Life.